# The Late Late Show with James Corden
The Late Late Show with James Corden (znany również jako Late Late) − amerykański talk-show prowadzony przez Jamesa Cordena na antenie stacji CBS. Czwarta odsłona The Late Late Show. Nagrywane jest we wszystkie dni robocze na żywo z publicznością. Studio programu znajduje się w Studiu 56 CBS Television City w Los Angeles i jest produkowane przez firmy Fulwell 73 oraz CBS Television Studios.
Corden został przedstawiony jako nowy prowadzący The Late Late Show 8 września 2014, zajmując miejsce Craiga Fergusona. Premiera programu została zapowiedziana na 9 marca 2015, ale stacja CBS przesunęła premierę na 23 marca 2015 z powodu turnieju NCAA jako środek promowania debiutu Jamesa Cordena w amerykańskiej telewizji.

## Regiony nadawania
W Kanadzie The Late Late Show with James Corden nadawany jest jednocześnie na CTV. Najpierw program był transmitowany na kanale CTV Two, ale został przeniesiony do głównej stacji 8 lutego 2016, zamieniając się z Late Night with Seth Meyers.
W Australii prawa do emisji posiada Network Ten. Show nadawane jest od 24 maja 2015 roku 7 dni w tygodniu z jednodniowym opóźnieniem, spowodowanym różnicą stref czasowych.
We Francji show nadawane jest o godz. 23:35 każdego dnia roboczego na stacji MCM.
W Nowej Zelandii emisja programu rozpoczęła się 20 marca 2016 poprzez wykupienie praw do nadawania programu przez firmę TVNZ. Następnie show trafił na antenę DUKE, która jest własnością owej firmy.
W Azji program emitowany jest na antenie RTL CBS Entertainment od 3 października 2015. Nadawany jest każdego dnia roboczego o godz. 23:45 (UTC+08:00), zaraz po The Late Show with Stephen Colbert.